# Malchinguí
Malchinguí, alternative Schreibweise: Malchingui, ist eine Ortschaft und eine Parroquia rural („ländliches Kirchspiel“) im Kanton Pedro Moncayo der ecuadorianischen Provinz Pichincha. Die Parroquia Malchinguí besitzt eine Fläche von 84,95 km². Die Einwohnerzahl lag im Jahr 2010 bei 4624.

## Lage
Die Parroquia Malchinguí liegt in den Anden im äußersten Norden der Provinz Pichincha. Im äußersten Norden liegt der Vulkan Fuya-Fuya. Der Río Pisque und der Río Guayllabamba begrenzen das Areal im Süden und im Südwesten. Der 2850 m hoch gelegene Hauptort befindet sich 13 km westlich vom Kantonshauptort Tabacundo. 
Die Parroquia Malchinguí grenzt im Osten an die Parroquia Tocachi, im Süden an die Parroquias Guayllabamba und Calderón (beide im Kanton Quito), im Südwesten an die Parroquia San Antonio de Pichincha (Kanton Quito), im Nordwesten an die Parroquia Puéllaro (Kanton Quito) sowie im äußersten Norden an die Parroquia Atahualpa (Kanton Quito).

## Geschichte
Die Parroquia Malchinguí wurde am 24. Juli 1883 im Kanton Cayambe gegründet. Am 26. September 1911 wurde Malchinguí Teil des neu geschaffenen Kantons Pedro Moncayo.